# Ácido hexanoico
O ácido hexanoico, também conhecido como ácido caproico (do latim caper, "cabra"), é um ácido carboxílico derivado do hexano cuja fórmula molecular é C6H11COOH e formula estrutural CH3-CH2-CH2-CH2-CH2-COOH.
Consiste num ácido graxo, de forma líquida, oleosa e incolor que produz o cheiro característico nos caprinos e outros animais de fazenda.
Forma sais chamados hexanoatos ou caproatos. É um ácido graxo encontrado naturalmente nas gorduras e óleos animais, e é uma das substâncias que dá a semente da ginkgo o característico brilho e mau odor ao decompor-se.

## Aplicações
É muito utilizado em emulsões cosméticas de cremes, condicionadores, shampoos, desodorantes em bastão. Pode reagir com a glicerina para formar um produto com propriedades emolientes e lubrificantes, sendo empregado em óleos de banhos infantis e na sínteses e manufaturas de perfumes e fragrâncias.